# Presó La Galera
La Galera va ser un presidi femení ubicat a la ciutat espanyola d'Alcalá de Henares, actiu durant el segle XIX i el segle XX.

## Descripció

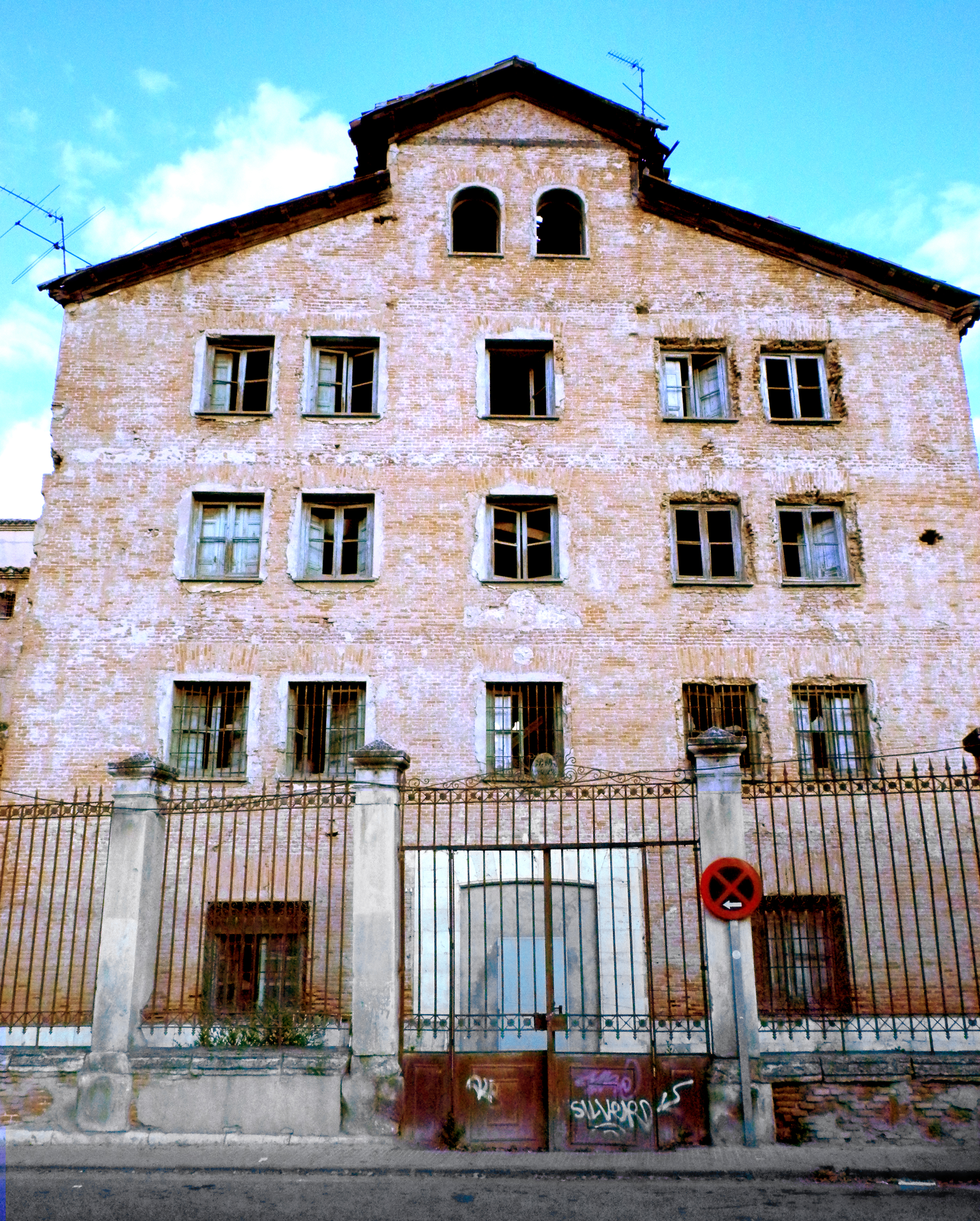
Vista de la excárcel en 2011

Situada en el municipi madrileny d'Alcalá de Henares, a Espanya, la presó va ser construïda, durant la segona meitad del segle XIX, a sobre d'un convent de les  Carmelites descalces edificat el 1598. E projecte va ser encarregat a l'arquitecte Tomás Aranguren, també responsable de la construcció de la presó model de Madrid. Del convent es van conservar l'església i la tàpia.
L'orde de les Filles de la caritat de Sant Vicenç de Paul va ser la responsable de la gestió interna de la presó. En el període 1882-1888, el criminòleg Rafael Salillas Panzano va taxar la població mitjana en 842 recluses.
Segons les diferents etapes històriques del país, van passar per aquella presó tot tipus de penades. El 1978, després del tancament definitiu, l'església va ser acondicionada com a sala de teatre universitari. Es va construir també, de nova planta, un aulari de la Universitat d'Alcalá.

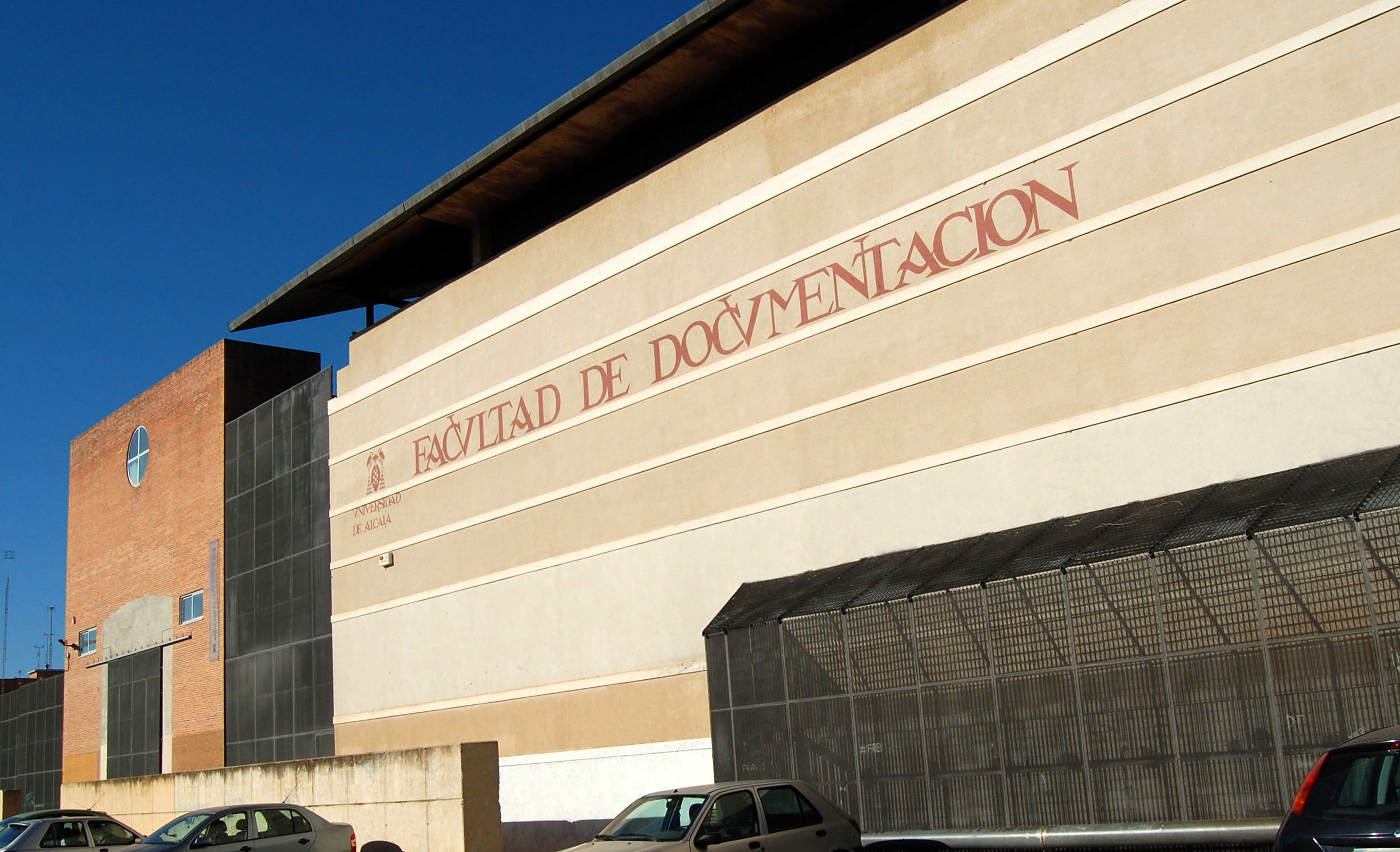
Aulari María de Guzmán, en l'extrem sud-est de l'antiga presó.

Durant la primera dècada del segle xxi es va plantejar la possibilitat de transformar l'espai en un conjunt d'habitatges de lloguer per a universitaris. El 2023 l'edifici va ser inscrit en la Llista Vermella de Patrimoni espanyol en perill, elaborada per Hispania Nostra, pel seu abandó i risc d'esfondrament.